# セサレオ・バチージェル
セサレオ・バチージェル・フェルナンデス（Cesáreo Bachiller Fernández、1914年10月5日 - 2004年2月14日）は、アルゼンチン・ブエノスアイレス出身の元サッカー選手。ポジションはMFだった。

## クラブ経歴
1934年にルーゴSCでプロサッカー選手としてデビューし、その後はクラブレモスでプレー。スペイン内戦終了後、アトレティコ・マドリードと契約し、1939-40シーズンにラ・リーガとコパ・デル・レイを制覇した。シーズンの終わりにはグラナダCFに移籍し、1940-41シーズンには2部リーグのチャンピオンとなり、ラ・リーガに昇格した。1943-44シーズン、スポルティング・デ・ヒホンとの契約を解除し、レアル・マドリードと契約したが、同クラブでは1試合もプレーしなかった。

## タイトル
アトレティコ・マドリード
- ラ・リーガ : 1回 (1939-40)
- コパ・デル・レイ : 1回 (1939-40)

グラナダCF
- セグンダ・ディビシオン : 1回 (1940-41)

スポルティング・デ・ヒホン
- セグンダ・ディビシオン : 1回 (1943-44)